# Donji Zvečaj
Donji Zvečaj – wieś w Chorwacji, w żupanii karlowackiej, w mieście Duga Resa. W 2011 roku liczyła 165 mieszkańców.